# Justin Ellis
Justin Ellis (Wellington, Florida, 14 de mayo de 2007) es un futbolista estadounidense de ascendencia uruguaya. Juega de delantero centro y su equipo actual es el Orlando City Soccer Club de la Major League Soccer, máxima categoría del fútbol de Estados Unidos y Canadá.

## Trayectoria
Se formó en la academia del Inter de Miami, en 2022 ganaron la MLS Next Cup sub-15. En el año 2023 pasó a Orlando City, donde culminó su formación juvenil.
Fue ascendido a tercera división de cara a la temporada 2024, debutó en la fecha 1 del campeonato, el 16 de marzo, jugó los minutos finales contra Atlanta United 2 y ganaron a domicilio 2-3. En la fecha 2 fue titular por primera vez, convirtió un gol al Huntsville City FC y empataron 1-1.
En su primera temporada de MLS Next Pro jugó 18 partidos y anotó 2 goles. Lo que le valió firmar contrato con Orlando City B el 13 de febrero de 2025.
Fue ascendido al primer equipo por el entrenador Óscar Pareja y debutó como profesional el 14 de mayo, ingresó al minuto 88 para enfrentar a Charlotte y ganaron 3-1 en el Inter&Co Stadium ante más de 17000 espectadores. Disputó su primer encuentro oficial el día de su cumpleaños 18 y la camiseta número 59.

## Selección nacional
Ha sido parte de la selección de fútbol de Estados Unidos en las categorías juveniles sub-15 y sub-18.
En enero de 2022 fue citado por primera vez a la selección, para un campamento de entrenamientos con la sub-15.
Fue convocado para jugar la UEFA Friendship Cup 2025, contra selecciones sub-18. Tras 4 partidos, donde convirtió 1 gol y 1 asistencia, se coronaron campeones del torneo.

## Estadísticas

### Clubes
Actualizado al último partido citado el 7 de julio de 2025.
| Club                              | Div.          | Temporada     | Liga  | Liga  | Liga   | Copas nacionales | Copas nacionales | Copas nacionales | Copas internacionales | Copas internacionales | Copas internacionales | Total | Total | Total  |
| Club                              | Div.          | Temporada     | Part. | Goles | Asist. | Part.            | Goles            | Asist.           | Part.                 | Goles                 | Asist.                | Part. | Goles | Asist. |
| --------------------------------- | ------------- | ------------- | ----- | ----- | ------ | ---------------- | ---------------- | ---------------- | --------------------- | --------------------- | --------------------- | ----- | ----- | ------ |
| Orlando City B Estados Unidos     | 3.ª           | 2024          | 18    | 2     | 0      | —                | —                | —                | —                     | —                     | —                     | 18    | 2     | 0      |
| Orlando City B Estados Unidos     | 3.ª           | 2025          | 10    | 5     | 4      | —                | —                | —                | —                     | —                     | —                     | 10    | 5     | 4      |
| Orlando City B Estados Unidos     | Total club    | Total club    | 28    | 7     | 4      | 0                | 0                | 0                | 0                     | 0                     | 0                     | 28    | 7     | 4      |
| Orlando City S. C. Estados Unidos | 1.ª           | 2025          | 1     | 0     | 0      | -                | -                | -                | —                     | —                     | —                     | 1     | 0     | 0      |
| Orlando City S. C. Estados Unidos | Total club    | Total club    | 1     | 0     | 0      | 0                | 0                | 0                | 0                     | 0                     | 0                     | 1     | 0     | 0      |
| Total carrera                     | Total carrera | Total carrera | 29    | 7     | 4      | 0                | 0                | 0                | 0                     | 0                     | 0                     | 29    | 7     | 4      |

### Selección
Actualizado al último partido citado el 10 de junio de 2025.
| Selección             | Temporada         | Continental | Continental | Continental | Mundial | Mundial | Mundial | Amistosos | Amistosos | Amistosos | Total | Total | Total  |
| Selección             | Temporada         | Part.       | Goles       | Asist.      | Part.   | Goles   | Asist.  | Part.     | Goles     | Asist.    | Part. | Goles | Asist. |
| --------------------- | ----------------- | ----------- | ----------- | ----------- | ------- | ------- | ------- | --------- | --------- | --------- | ----- | ----- | ------ |
| Sub-18 Estados Unidos | 2024              | —           | —           | —           | —       | —       | —       | 2         | 2         | 0         | 2     | 2     | 0      |
| Sub-18 Estados Unidos | 2025              | —           | —           | —           | —       | —       | —       | 5         | 2         | 1         | 5     | 2     | 1      |
| Sub-18 Estados Unidos | Total sel.        | 0           | 0           | 0           | 0       | 0       | 0       | 7         | 4         | 1         | 7     | 4     | 1      |
| Total selecciones     | Total selecciones | 0           | 0           | 0           | 0       | 0       | 0       | 7         | 4         | 1         | 7     | 4     | 1      |